# Femlin
 (décembre 2022).
Si vous disposez d'ouvrages ou d'articles de référence ou si vous connaissez des sites web de qualité traitant du thème abordé ici, merci de compléter l'article en donnant les références utiles à sa vérifiabilité et en les liant à la section « Notes et références ».

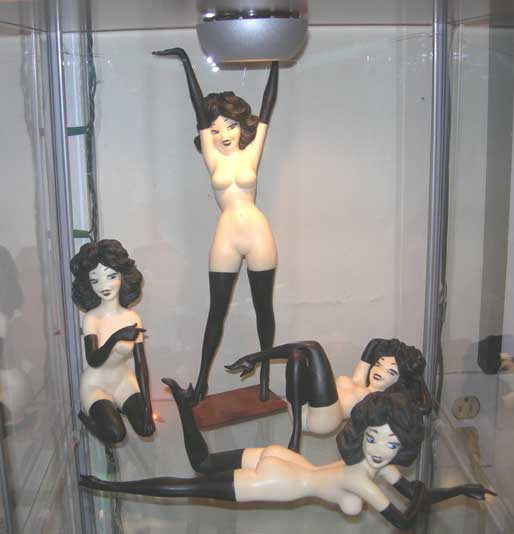
Les 4 figurines femlins de 1963.

Les Femlin, créées par Leroy Neiman en août 1955, sont des personnages récurrents du magazine de charme Playboy. En couverture ou en marges d'articles, les femlins égaient les pages du magazine par leurs apparitions malicieuses et leurs formes généreuses.

## Histoire
Les Femlins ont été créées par l'illustrateur Neiman en 1955, lorsque l'éditeur du magazine Hugh Hefner a décidé que la page Party Jokes avait besoin d'un élément visuel. 
Leur nom est la contraction de female et de gremlin. Elles sont représentées sous la forme de lutins féminins espiègles en noir et blanc, mesurant entre 250 et 300 mm et ne portant que des gants d'opéra, des bas et des chaussures à talons. Elles sont généralement représentées dans des vignettes de deux ou trois planches, interagissant avec divers objets grandeur nature tels que des chaussures, des bijoux, des cravates, etc.